# Jack Ging
Jack Lee Ging, född 30 november 1931 i Alva i Oklahoma, död 9 september 2022 i La Quinta i Kalifornien, var en amerikansk skådespelare. Han medverkade i tre filmer där Clint Eastwood spelade huvudrollen, nämligen Häng dom högt (1968), Mardrömmen (1971) och Mannen med oxpiskan (1973).